# Boat car

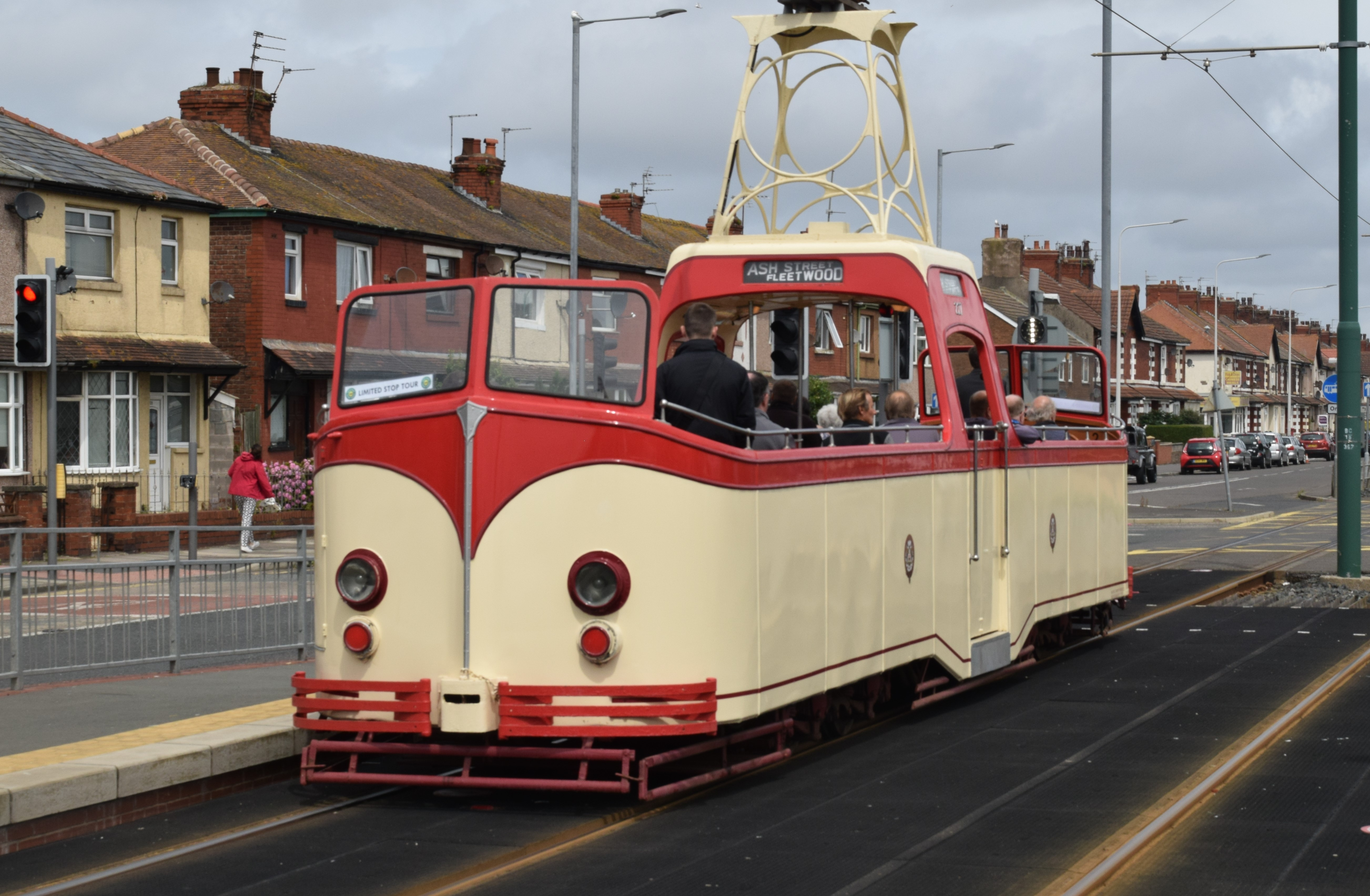
Boat car Nr. 227 på Stanley Road i Fleetwood i Blackpool.

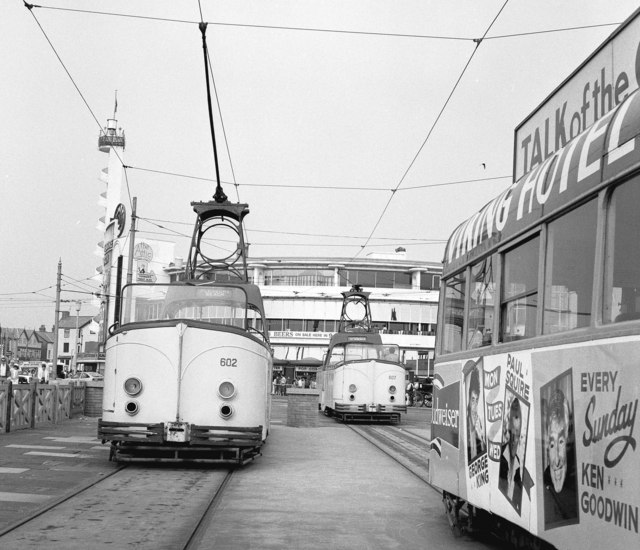
Båtspårvagnar i Blackpool 1987.

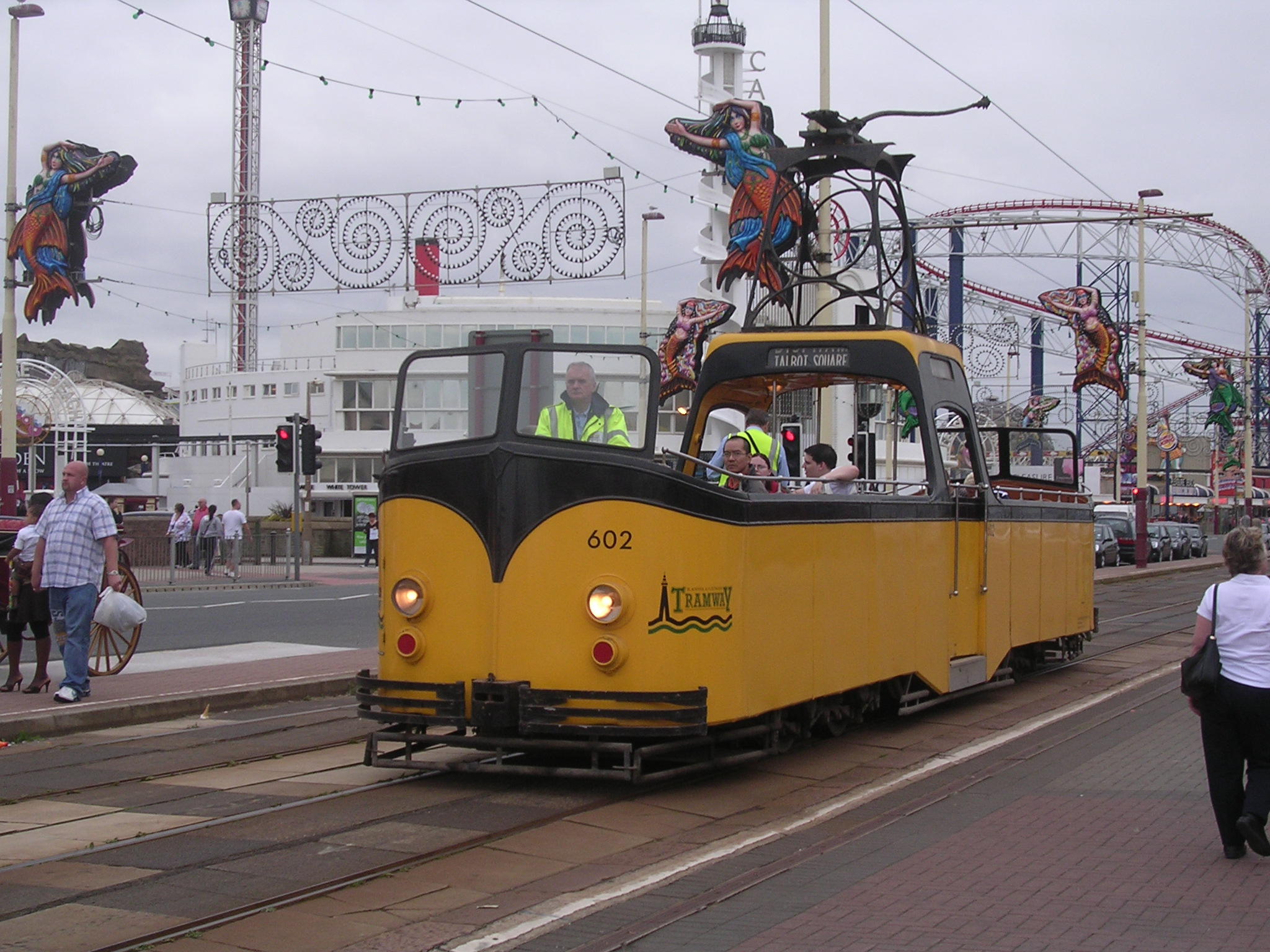
Boat car nr 602 på The Promenade i Blackpool.

Boat car är en öppen spårvagnsmodell, som byggdes av English Electric 1934 för Blackpools spårväg.
Boat car är en spårvagn, som var avsedd att användas sommartid i badorten Blackpool och utmed kusten mot Fleetwood. Blackpools spårväg trafikerades också av dubbeldäckare med öppen ovanvåning. Boat cars, som ursprungligen kallades "Luxury Toastrack cars", beställdes 1933 i tolv exemplar och slutlevererades i juli 1934.
De första vagnarna var målade i grönt och gräddgult. De tog vardera 52–56 passagerare och kallades snart "båtar" efter det skeppsliknande och strömlinjeformade utseendet. 
Båtspårvagnarna satte in på Blackpool cirkel- och kustlinjer, där de ersatte de tidigare Toastrack cars, som ansågs vara osäkra. De fanns på både Rigby Road- och Marton-depåerna fram till andra världskriget, då de magasinerades fram till 1946. Därefter var de i trafik på linjen utmed kusten. 
Båtspårvagnarna kördes i reguljär trafik till 1963. Antalet spårvagnar minskades till åtta, medan fyra spårvagnar lades i malpåse och skrotades 1968.

## Kvarvarande exemplar
Flottan skars ned ytterligare från 1970-talet. En spårvagn renoverades 1971 för Western Railway Museum i Suisun City i Kalifornien i USA. En annan skänktes till San Francisco Municipal Railway 1984. Där har den då och då varit i trafik.
På 1990-talet renoverades de då kvarvarande sex spårvagnarna och dessa gavs olika färgsättning: 1930-tals grön/gräddgul, svart och gul, londonbuss-röd och vit, krigstidsgrön och gräddgul, blå och gul samt grön och gul.
År 2000 skänktes en vagn till Trolleyville Museum i Ohio i USA. Efter det att Trolleyville Museum lades ned, såldes denna vagn till National Capital Trolley Museum i Maryland i USA.
Under 2009–2010 genomgick spårvagn 600 en omfattande restaurering och försågs bland annat med moderna säkerhetsdetaljer som halogenstrålkastare och gummistötfångare. 
År 2012 renoverades ett exemplar av National Tramway Museum i Crich och flyttades dit. Den är i körbart skick och är målad i 1950-talsgrönt och gräddgult. Samma år renoverades och målades ett annat exemplar i 1970-talsgrönt och gräddgult 2012, finansierat av George Formby Society. Det döptes till George Formby OBE.
År 2013 sattes nr 227 i drift, målad i rött och gräddgult, senare döpt till Charlie Cairoli efter den italiensk-engelske clownen och musikern (1910–1980). Samma år sändes nr 223 till San Francisco.